# Cairn Ridge
Cairn Ridge ist ein bis zu 1010 m hoher Gebirgskamm im westantarktischen Queen Elizabeth Land. Er schließt an der Nordflanke des Dufek-Massivs in den Pensacola Mountains an und ragt 3 km nordöstlich des Hannah Peak auf.
Der United States Geological Survey kartierte ihn anhand eigener Vermessungen und Luftaufnahmen der United States Navy aus den Jahren von 1956 bis 1966. Benannt ist der Gebirgskamm nach einem Steinmännchen (englisch cairn), das eine US-amerikanische Mannschaft im Dezember 1957 auf ihm errichtete, die im Rahmen des Internationalen Geophysikalischen Jahres (1957–1958) von der Ellsworth-Station aus dieses Gebiet auf dem Landweg erkundete.